# László Kiss (Schriftsteller)
László Kiss [ˈlaːsloː ˈkiʃ] (* 1976 in Gyula, Ostungarn) ist ein ungarischer Schriftsteller. 
Kiss lebt an seinem Geburtsort, hat Hungarologie studiert und debütierte 2003 mit seinem Kurzgeschichtenband Szindbád nem haza megy (Sindbad fährt nicht nach Haus), für den er 2004 den Preis der Literaturzeitschrift Bárka erhielt. 

## Werke
- Szindbád nem haza megy (Sindbad fährt nicht nach Haus). Tiszatáj könyvek, Szeged 2003